# 広島電鉄廿日市営業課
広島電鉄廿日市営業課（ひろしまでんてつはつかいちえいぎょうか）は、広島県廿日市市宮園上3丁目9-22にある広電バスの営業所である。

## 担当路線
宮園・四季が丘団地線
- 55（上り）・55-2（下り）：広島バスセンター - 本通り - 中電前 - 市役所前 - 大手町4丁目 - 加古町 - 舟入本町 - 観音本町 - 旭橋入口 - 古江 - [田方] - ≪西広島バイパス≫ - 鈴が峰住宅 - 鈴が台 - 佐伯区民文化センター前 - 佐方 - 七尾中学校 - 四季が丘
- 55（急行）：四季が丘 → 宮園中央 → 陽光台4丁目 → ≪西広島バイパス≫ → 田方（側道） → 古江（側道） → 舟入本町 → 市役所前 → 中電前 → 本通り → 広島バスセンター
  - 土曜・休日は全便運休。急行（陽光台4丁目 - 田方間、古江 - 舟入本町間通過）の広島バスセンター行及び急行（古江 - 佐方間の停車が鈴が台・波出石・千同・坪井のみ）の宮園・四季が丘行も設定されている。田方に停車するのは朝2本のみである。
    - 2021年3月13日：ダイヤ改正により、土曜ダイヤの運行、四季が丘北発着便の運行が終了。山陽道経由の60系統廃止の代替として、広島バスセンター行き急行便の運行を開始[1]。
- 12：廿日市市役所前駅 - 廿日市市役所 - ゆめタウン廿日市 - 宮内串戸駅 - 四季が丘 - 四季が丘北
- 12：宮内串戸駅 - 四季が丘 - 四季が丘北
  - 廿日市市役所前駅発着の便は、日中のみ運行。大半の便は四季が丘を起終点としている。

佐伯線
- 13：廿日市市役所前駅 - 廿日市市役所 - 宮内串戸駅 - 明石 - 佐伯工業団地入口 - 玖島分れ - 友和学校 - 友和郵便局 - 玖波分れ - 佐伯中学校前 - さいき文化センター - 佐伯支所 - 津田
  - 宮内串戸駅発着便が平日ダイヤのみ着2便と発1便が設定されている。

阿品台線
- 55（上り）・55-6（下り）：広島バスセンター - 本通り - 中電前 - 市役所前 - 大手町4丁目 - 加古町 - 舟入本町 - 観音本町 - 旭橋入口 - 古江 - [田方] - ≪西広島バイパス≫ - 鈴が峰住宅 - 鈴が台 - 佐伯区民文化センター前 - 佐方 - 七尾中学校 - 阿品台西 - 廿日市西高校前 - 阿品台北
  - 土休日は全便運休。田方には朝1本が停車する。
  - ローカル路線バス乗り継ぎの旅の一行がこの路線に3度乗車しており、初回はJR阿品駅からおおのハートバスに乗り継ぎ宮島口駅へ、以降2回はバスセンターから芸陽バスで西条駅を経由して竹原駅へ向かっている。
- 16（上り）・16-6/16-7（下り）：広電阿品駅 - [ナタリーマリナタウン] - JR阿品駅 - [ 日赤看護大学 ] - 阿品台東小学校 - 阿品台北
  - 日赤看護大学は主に阿品台北行の午前中の便と阿品駅行の午後の便が経由する。
  - JR阿品駅発便が平日ダイヤに朝1便ある。
- 15（上り）・15-6/15-7（下り）：広電阿品駅 - [ナタリーマリナタウン] - JR阿品駅 - 廿日市西高校前 - 阿品台北/日赤看護大学
  - JR阿品駅発便が平日ダイヤに朝3便ある。阿品台北行は平日ダイヤに朝1便、日赤看護大学行は平日ダイヤに朝5便、土休日ダイヤに朝1便ある。
  - 広電阿品駅行は日赤看護大学発が平日ダイヤに夕3便ある。

## 廃止路線
四季が丘線
- 60（上り）：四季が丘 → ≪山陽道≫ → 広域公園前駅（広島修道大学入口） → 大塚駅 → 沼田料金所前 → ≪高速4号線≫ → 中広町 → 十日市 → 紙屋町 → 本通り → 市役所前
  - 平日ダイヤ朝3便のみ運行されていた。2013年11月18日に経路が変更され、山陽道への入口が廿日市ICから宮島SA（スマートIC）に変更となったのち、2021年3月13日のダイヤ改正にて運行終了[1]。

## 車庫
- 広島南営業課廿日市出張所阿品台北車庫（1）
  - 広島県廿日市市阿品台北31-15
- 広島南営業課廿日市出張所津田車庫（1）
  - 広島県廿日市市津田2042-9

## 周辺
- 廿日市市立四季が丘中学校

## アクセス
広電バス四季が丘線 宮園上バス停下車